# Warrant (groupe)
Pour les articles homonymes, voir Warrant.

Logo du groupe.

Warrant est un groupe américain de hard-rock formé dans la région de Los Angeles en 1983 et qui a connu un succès commercial fulgurant à la fin des années 1980 au plus fort de la vague musicale baptisée hair metal par la presse musicale. Après avoir publié ses deux premiers albums Dirty Rotten Filthy Stinking Rich en 1989 puis Cherry Pie en 1990 tous les deux certifiés double disque de platine par la RIAA, Warrant voit sa popularité s'effondrer dès 1992 avec l'apparition de la vague grunge.

## Historique

### Création
Warrant est fondé en juillet 1984 à l'initiative du guitariste Erik Turner avec le bassiste Jerry Dixon. Les premiers véritables membres du groupe étaient ces derniers, accompagnés d'Adam Shore au chant, Max Asher à la batterie et du guitariste Josh Lewis qui ont ensuite été remplacés respectivement par Jani Lane, Steven Sweet et Joey Allen. Cette formation complète était constituée en mars 1987.

### Les débuts
Le groupe, jouant jusqu'alors dans différents clubs de Los Angeles, commençait à assoir sa notoriété. Une démo fut réalisée en septembre 1987 pour le label Paisley Park Records appartenant au chanteur Prince. Pourtant, le véritable tournant fut sans nul doute la signature du groupe chez Columbia Records en janvier 1988, lui permettant dans la foulée de commencer l'enregistrement d'un premier album. Le succès fut au rendez-vous grâce notamment à Sometimes She Cries et Heaven, ou encore Down Boys. Peu de temps après la sortie de l'album  s'ensuivit une tournée avec Cinderella, Poison, Paul Stanley, Mötley Crüe et Kingdom Come dont deux membres, James Kottak et Rick Steier, rejoignirent le groupe plus tard.

### Mort de Jani Lane
Le chanteur Jani Lane, qui quitta le groupe en 2008, fut retrouvé mort en août 2011 dans un hôtel de Woodland Hills, un quartier de Los Angeles, à la suite d'une intoxication alcoolique.

## Membres

### Membres actuels
- Robert Mason : chant
- Joey Allen : guitare
- Erik Turner : guitare
- Jerry Dixon : basse
- Steven Sweet : batterie

### Anciens membres
- Jani Lane : chant, guitare, synthétiseur, batterie et percussions (1986-1993, 1994-2004, 2008)
- Adam Shore : guitare (1984–1985)
- Jaime St. James : chant (2004–2008)
- Josh Lewis : guitare (1984–1986)
- Rick Steier : guitare (1994–2000)
- Keri Kelli : guitare (2000)
- Billy Morris : guitare (2000–2004)
- Brent Woods : guitare (2004)
- Chris Vincent : basse (1984)
- Max Asher : batterie (1984–1985)
- James Kottak : batterie (1994–1996)
- Bobby Borg : batterie (1996–1997)
- Vik "Vikki" Foxx : batterie (1997–1998)
- Danny Wagner : batterie, clavier (1998–2000, 1995–1997)
- Mike Fasano : batterie (2000–2003, 2004)
- Kevin Phares : batterie (2003–2004)
- Scott Warren : synthétiseur (1989–1991)
- Terry Ingram : synthétiseur (1991–1992)
- Dave White : synthétiseur (1992–1995)
- Shawn Zavodney : synthétiseur (2001–2004)

## Discographie

### Albums studio
- Dirty Rotten Filthy Stinking Rich (1989)
- Cherry Pie (1990)
- Dog Eat Dog (1992)
- Ultraphobic (1995)
- Belly to Belly (1996)
- Greatest and Latest (1999)
- Under the Influence (2001)
- Born Again (2006)
- Rockaholic (2011)
- Louder Harder Faster (2017)

### Albums Live
- Warrant Live 86-87
- Warrant Live

### Bandes originales de films
- Gladiateurs : Warrant interprète We Will Rock You et publie cette reprise en single qui se classe à la 83e place du Billboard Hot 100 le 28 mars 1992. La bande originale contient un deuxième titre du groupe intitulé The Power.

## Vidéographie
- Dirty Rotten Filthy Stinking Rich Live
- Cherry Pie : Quality You Can Taste